# Elisabeth Lund Engebretsen
Elisabeth Lund Engebretsen (* 1973) ist eine norwegische Sozialanthropologin und Geschlechterforscherin (Gender Studies). Sie ist Lehrstuhlinhaberin für Geschlechterforschung an der Universität Stavanger. Sie ist außerdem Visiting Senior Fellow am Department of Gender Studies der London School of Economics.
Ihre Forschungsgebiete sind Geschlechter- und Sexualitätsdiversität, feministische und queere Theorie, Sozialanthropologie und Ethnographie, soziale Bewegungen und Aktivismus, mit besonderem Schwerpunkt auf China und den nordischen Ländern. Ihre Forschungsprojekte befassen sich mit queerer Geschichte in Norwegen und Skandinavien, lesbisch-feministischem Aktivismus in Skandinavien in den 1980er Jahren, feministischer Aktivismus in China, und  Anti-Gender-Bewegung.
Engebretsens erste Monografie, Queer Women in Urban China (2014), wurde 2014 mit dem Ruth-Benedict-Preis ausgezeichnet. Engebretsen leitet u. a. das Projekt „Transforming Identities: Exploring changes, tensions and visions in the Nordic region through the prism of identity policies“ und die norwegische Forschungsgruppe Queer.
Sie ist Chefredakteurin der führenden LGBTQ+-Zeitschrift in den nordischen Ländern, Lambda Nordica. Engebretsen ist auch Mitglied der Populism, Democracy and Anti-Gender Research Group.